# Linda (Waschmittel)

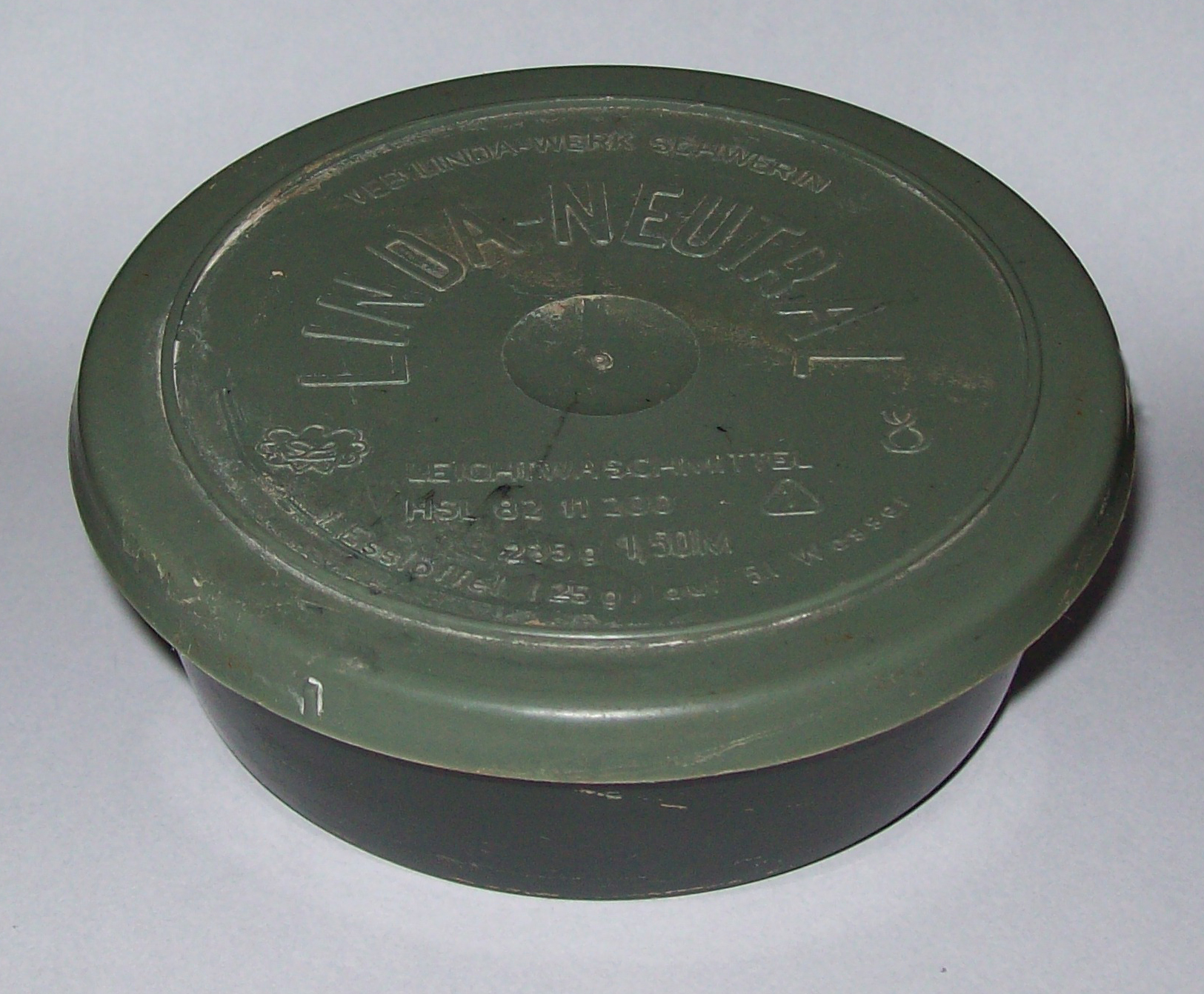
Linda Neutral Leichtwaschmittel

Linda ist eine Marke für ein Waschmittel der Linda Waschmittel GmbH & Co. KG in Schwerin. Bekanntestes Produkt ist Linda Neutral, ein pastöses Spezialwaschmittel für den Niedrigtemperaturbereich.
Das Werk ging aus der Kosmetikgroßhandlung Emil Dünfründ hervor, die sich in Schwerin einst in der Cecilienallee (heute Schloßgartenallee) befand. Nach Kriegsende geriet das Betriebsgelände in den Besitz der sowjetischen Besatzer. Die Firma Chemische Fabrik Emil Dünfründ GmbH zog vorerst nach Gadebusch, fand 1948 jedoch einen Firmensitz auf einem Kasernengelände in der Schweriner Werdervorstadt. Nach der Kündigung dieser Räumlichkeiten durch die damalige Landesregierung zog es Dünfründ 1949 in den westlichen Teil Deutschlands. In seiner Abwesenheit wurde ein Prozess gegen ihn angestrengt, in dem er wegen Spekulationsverbrechen zu acht Jahren Zuchthaus verurteilt und ihm sein Eigentum entzogen wurde. Zudem wurde ihm vorgeworfen, Steuern hinterzogen zu haben.
Schließlich wurde das Werk ab 1951 als Volkseigener Betrieb im Schweriner Stadtteil Zippendorf auf dem Gelände der ehemaligen Mecklenburgischen Herd- und Ofenwerke weitergeführt, in dem 1953 zirka 70 Menschen Arbeit fanden und unter anderem kosmetische Produkte erzeugten. Produktionsstart der vom Chemiker Gau aus Schwerin entwickelten und in der gesamten DDR bekannten und geschätzten Waschpaste Linda Neutral war 1954, von der im ersten Produktionsjahr bereits 20 Tonnen und 1964 1700 Tonnen abgesetzt werden konnten.
Seit 1981 war das Linda-Werk Bestandteil eines Kombinats, dem acht weitere Betriebe angehörten. Nach der politischen Wende wurde 1993 der Volkseigene Betrieb im Management-Buy-out durch den letzten Kombinatsdirektor Günther Deichmann sowie seinen Hauptmechaniker Peter Willöper übernommen und in eine LINDA Waschmittel GmbH überführt.
Seit 1994 produziert das Unternehmen im neu errichteten Werk im Stadtteil Wüstmark.
Zur Produktpalette gehören pastöse und flüssige Waschmittel, Reiniger und Handreiniger für den privaten und gewerblichen Bedarf.
Im Herbst 2006 wurde der Geschäftsbetrieb in Altersnachfolge an den Egelner Unternehmer Ulf Heyer verkauft, der das Unternehmen gemeinsam mit dem aus Baek bei Perleberg stammenden Chemiker Frank Giesel als Geschäftsführer nun als LINDA Waschmittel GmbH & Co KG weiterführte. Im Frühjahr 2007 wurden die in Bremerhaven ansässige Firma Friedrich W. Derkum, Chemische Fabrik und Handelsgesellschaft mbH und 2008 die  "GERMANIA-Drogerie ZINKE", Bremen, unter demselben Management und derselben Verwaltungsgesellschaft, der LIV GmbH (Linda Industrieverwaltungs GmbH) zu Schwesterfirmen von Linda. Seit dem Ausscheiden Frank Giesels leitet Ulf Heyer die Unternehmensgruppe und setzte 2014 Guido Hagelstede als Standortleiter der Bremerhavener Firma Derkum ein.